# Abacena discalis
Abacena discalis là một loài bướm đêm trong họ Noctuidae.